# Puccinia cynodontis
Puccinia cynodontis är en svampart som beskrevs av Lacroix ex Desm. 1859. Puccinia cynodontis ingår i släktet Puccinia och familjen Pucciniaceae.   Inga underarter finns listade i Catalogue of Life.